# Montañas Nanling
La cordillera de Nanling (chino: 南岭; pinyin: Nánlǐng; lit. 'Montañas del Sur'), también conocida como Wuling (chino: 五岭; pinyin: Wǔlǐng; lit. 'Cinco Montañas'), es una importante cadena montañosa del sur de China que separa la cuenca del río Perla del valle del Yangtsé y sirve de línea divisoria entre las zonas subtropicales meridional y central. La cadena principal de las montañas Nanling se extiende de oeste a este unos 600 kilómetros desde Guilin y Hezhou, en el este de Guangxi, hasta Ganzhou, en el sur de Jiangxi, y de norte a sur unos 200 kilómetros desde Yongzhou y Chenzhou, en el sur de Hunan, hasta Qingyuan y Shaoguan, en el norte de Guangdong; con sus ramificaciones, el conjunto de las montañas recorre de oeste a este 1.400 kilómetros.
Hay cuencas de artesa en las Nanling, la mayoría de las cuencas occidentales de las montañas Nanling se componen de piedra caliza, donde se encuentran las regiones kársticas. La mayoría de las cuencas orientales se componen de arenisca roja. Las Nanling son fronteras entre las cuatro provincias de Guangdong, Guangxi, Hunan y Jiangxi, y también las fronteras culturales, en el sur de las montañas se encuentra el área de la cultura Lingnan 
El Nanling es un corredor por el que emigran grupos étnicos chinos y también la tierra de la amalgama nacional. En el Nanling, se forman corredores de desfiladeros, cuencas de fallas tectónicas o cuencas hidrográficas, donde son relativamente bajos y no difíciles de escalar, entre los canales naturales de desfiladeros y los sistemas fluviales del norte y el sur del Nanling hay canales naturales, los intercambios entre personas son fáciles. Desde la dinastía Qin, desde las Llanuras Centrales hasta Lingnan (el sur del Nanling) ha habido cinco carreteras antiguas, que son la carretera YuechengLing(越城岭道), carretera de Mengzhuling (萌渚岭道), carretera de Qitianling (骑田岭道), camino de Lingling-Guiyang (零陵桂阳峤道) y carretera de Dayuling (大庾岭道). Al mismo tiempo, muchos afluentes del sistema del Yangtsé y del sistema del río Perla también han formado pasos de oeste a este.
Las montañas que forman las cadenas son generalmente de altitud moderada, siendo el punto más alto la cumbre de Kitten Mountain a  2142 m.
Las montañas Nanling son un punto caliente de biodiversidad regional para especies endémicas de plantas, aves y anfibios.

## Cadenas montañosas
Las cinco cadenas montañosas que forman Nanling son:
- Montañas Yuecheng (越城岭)
- Montañas Dupang (都龐嶺)
- Montañas Mengzhu (萌渚嶺)
- Montañas Qitian (騎田嶺)
- Montañas Dayu (大庾嶺)

Las montañas Nanling separan el centro de China del sur de China. Las áreas al sur de las cordilleras tienen un clima tropical, lo que permite cultivar dos cosechas de arroz blanco cada año.
Las arcillas de adsorción de iones se extraen a cielo abierto en la región de Nanling y constituyen una de las principales fuentes de elementos de tierras raras en el mundo.